# Alzira da Fonseca
Alzira da Fonseca é um bairro da cidade de Buco-Zau na província de Cabinda, em Angola. Com a reabilitação do hospital local e a construção de escolas ao seu redor, o bairro experimentado um período de reabilitação.
Situa-se na zona sul da cidade de Buco-Zau.

## História
Dentre os primeiros habitantes está um casal de portugueses, cujo marido se chamava Fonseca e a mulher Alzira. Em 1925 ambos construíram no local onde se encontra o actual empreendimento hospitalar, uma unidade sanitária que atendia os trabalhadores da fazenda cafeícola pertencentes à antiga Companhia de Cabinda. Devido ao cultivo de café muita gente oriunda de várias zonas do país e de África chegavam regularmente ao município à procura de emprego, o que motivou o casal português a construir um hospital, não só para prestar assistência a forasteiros, mas principalmente para atender os cultivadores de café, que garantiam a sua fonte financeira. Daí a atribuição do nome Alzira da Fonseca ao local e a maior unidade sanitária da região do Maiombe.